# Uromastyx
Uromastyx és un gènere de sauròpsids (rèptils) escatosos de la família dels agàmids. Es caracteritza per tenir la cua espinosa, la qual cosa n'és el tret distintiu i els dona el nom de llangardaixos de cua espinosa.
Sónherbívors d'uns 25 centímetres de llarg; acumulen greix a la cua, cosa que els ajuda a sobreviure quan hi ha escassetat d'aliments; poden estar un mes sense menjar, ja que el greix acumulat els aporta energia.
Quan se senten atacats o es troben en una situació de perill, es llancen dins seu el seu cau i deixen la cua fora. Són animals molt dòcils, llevat que hi hagi molts individus en el seu espai, aleshores es veu molt atabalat i sol barallar-se.

## Taxonomia
El gènere Uromastyx inclou 15 espècies:
- Uromastyx acanthinura Bell, 1825
- Uromastyx aegyptia (Forskal, 1775)
- Uromastyx alfredschmidti Wilms & Böhme, 2001
- Uromastyx benti (Anderson, 1894)
- Uromastyx dispar Heyden, 1827
- Uromastyx geyri Müller, 1922
- Uromastyx macfadyeni Parker, 1932
- Uromastyx nigriventris Rothschild & Hartert, 1912
- Uromastyx occidentalis Mateo, Geniez, López-Jurado & Bons, 1999
- Uromastyx ocellata Lichtenstein, 1823
- Uromastyx ornata Heyden, 1827
- Uromastyx princeps O’Shaughnessy, 1880
- Uromastyx shobraki Wilms & Schmitz, 2007
- Uromastyx thomasi Parker, 1930
- Uromastyx yemenensis Wilms & Schmitz, 2007